# 山脇玄
山脇 玄（やまわき げん、嘉永2年3月3日（1849年3月26日）- 大正14年（1925年）10月7日）は、日本の法学者、法制官僚、政治家、教育者。法学博士、行政裁判所長官、貴族院議員。

## 経歴
福井藩の藩医・山脇立樹の長男として生まれる。福井藩の医学校・済生館で学んだ後、長崎に遊学して蘭学を学んだ。
1870年（明治3年）、文部省留学生としてドイツに渡り、ベルリン大学、ライプツィヒ大学、ハイデルベルク大学などで法学等を学び、日本人として初めてドイツ政府よりドクトルの称号を授与された。
1877年（明治10年）5月に帰国。同年8月、司法省御用掛となり民法編纂掛分科詰に配属された。以後、司法権少書記官兼太政官権少書記官、太政官権少書記官、参事院議官補・法制部、法制局参事官、兼行政裁判所評定官、法制局第一部長、行政裁判所評定官、同裁判所部長などを歴任し、大日本帝国憲法・皇室典範の草案・起草にも参画した。1906年（明治39年）1月、行政裁判所長官に就任、1913年（大正2年）6月まで在任した。
政治家としては、1891年（明治24年）12月22日、貴族院勅選議員に任じられ、同成会に属し死去するまで在任した。1919年（大正8年）3月10日、帝国議会貴族院本会議において、帝国議会で初めてとなる「婦人参政権付与」に関する演説を行なった。
教育者としては、1881年（明治14年）9月、北白川宮能久親王、品川弥二郎、桂太郎、青木周蔵、加藤弘之、西周等とともに獨逸学協会を設立し、1883年（明治16年）10月に創立された獨逸学協会学校で幹事、教頭を歴任した。1903年（明治36年）4月、獨逸学協会学校の別科（分校）があった牛込白銀町の校地に女子實脩学校（後の山脇高等女学校）を創立した。
1925年10月7日死去（満76才没）。勲一等旭日大綬章を贈られた。

## 帝国議会における「婦人参政権付与」に関する演説（抜粋）
「立憲政治の本旨から云いましても、世界の大勢から見ましても、なおまた国民たるべき義務履行の上から論じましても、今日選挙権拡張の場合に於きまして、愛国心と国民的義務履行に於て平等である女子が、どうして国政に参与する上に於て、不平等なる待遇を受けねばならぬのでありましょうか、私は甚だ了解に苦しむのであります。もとより女子参政権に付きまして、人体の構造や、教育の程度や、古来の習慣や、其の他種々の原因よりして反対論があるに相違ありませぬが、其の反対論たるや詮じ詰めれば、古来女子を男子と同等の人間扱いにせなんだ結果を捉えて、直ちに之を論及するか、或は又男子自己の便宜を主とする偏見に基因するに非ざれば、全く一片の杞憂に外ならぬのであります。（中略）女子を参政権より除外することになれば、是れぞ即ち女子を非国民扱いにし、女子に対する非常な侮辱であると云わねばなりませぬ。かかる非立憲的の法制は、いやしくも文明国の仲間入りをした我国にあるまじきことではありませぬか。」（1919年3月10日 帝国議会貴族院本会議での演説）

## 栄典
位階
- 1885年（明治18年）2月6日 - 正六位[7]
- 1891年（明治24年）6月25日 - 従四位[8]
- 1896年（明治29年）7月20日 - 正四位[9]
- 1902年（明治35年）4月30日 - 従三位[10]
- 1907年（明治40年）5月20日 - 正三位[11]

勲章等
- 1898年（明治31年）6月28日 - 勲三等瑞宝章[12]
- 1905年（明治38年）6月24日 - 勲二等瑞宝章[13]
- 1915年（大正4年）11月10日 - 大礼記念章[14]
- 1925年（大正14年）10月7日 - 勲一等旭日大綬章[5]

## 親族
- 妻 山脇房子（教育者、山脇高等女学校校長）
- 養子 山脇春樹（農商務・内務官僚、官選県知事、山脇高等女学校校長）
- 長女 春二（春樹の妻）
- 次女 初音（荘司市太郎の妻）

## 著作
- 『学理実用府県制郡制論』済美館・明治図書出版、1900年。
- 『日露戦役外交始末』芳文堂、1906年。